# ブリンツ

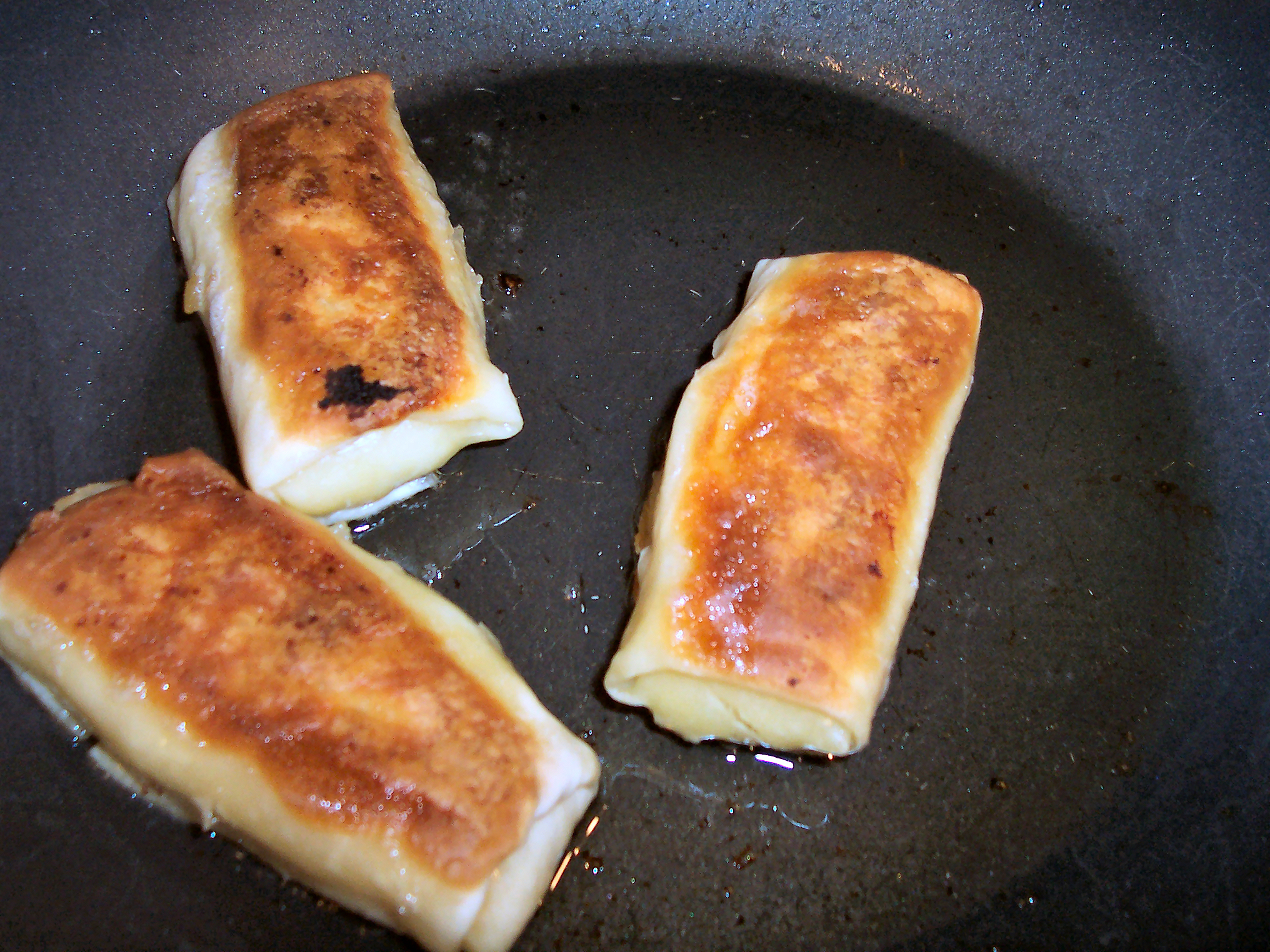
ブリンツ

ブリンツ（ブリンツェ、英語:blintz、blintze；イディッシュ語:blintse；ウクライナ語:блинці）は、クレープや春巻に類似する食べ物。

## 概要
薄力粉、卵、牛乳、塩、砂糖、ベーキングパウダー、ヨーグルトなどをなめらかになるまでよく混ぜ合わせて生地を作り、フライパンでひまわり油やバターを使って薄く片面のみ焼き（これをブレトラハ、Bletlachと呼ぶ）、具をのせて長方形になるように折りたたみ、炒めるか、もしくは油で揚げたものである。大抵はサワークリームをつけて供す。
具は甘みをつけたコッテージチーズ、ジャム、果物の他、炒めた挽肉、家禽（鶏肉、鴨、アヒル、ガチョウ、七面鳥などの肉類）、もつなどをのせることもある。
よく似た食べ物に、ロシアのブリンチキ（Blinchiki）、ポーランドのナレスニキ、ウクライナのナリスニキ （налисники nalysnyky）などがある。
東欧系ユダヤ人（アシュケナジム）の家庭で日常的に食べられるが、シャヴオット（Shavuot 五旬節）には欠かせない食べ物であり、伝統的には収穫を感謝する意味で、生地にチーズを巻いただけのものを食べる。ブリンツを二つ並べたものを、シナイ山においてモーセが神から与えられた律法の象徴とすることがある。また、油を使った食べ物であることから、聖油の奇跡を記念する祝日ハヌカーの期間中にもよく作られる。
北米では、ある程度大きいスーパーマーケットなら冷凍ブリンツを冷凍食品コーナーで扱っており、朝食専門のチェーンレストラン「アイホップ」（IHOP）のメニューには、巨大なチーズブリンツが存在する。

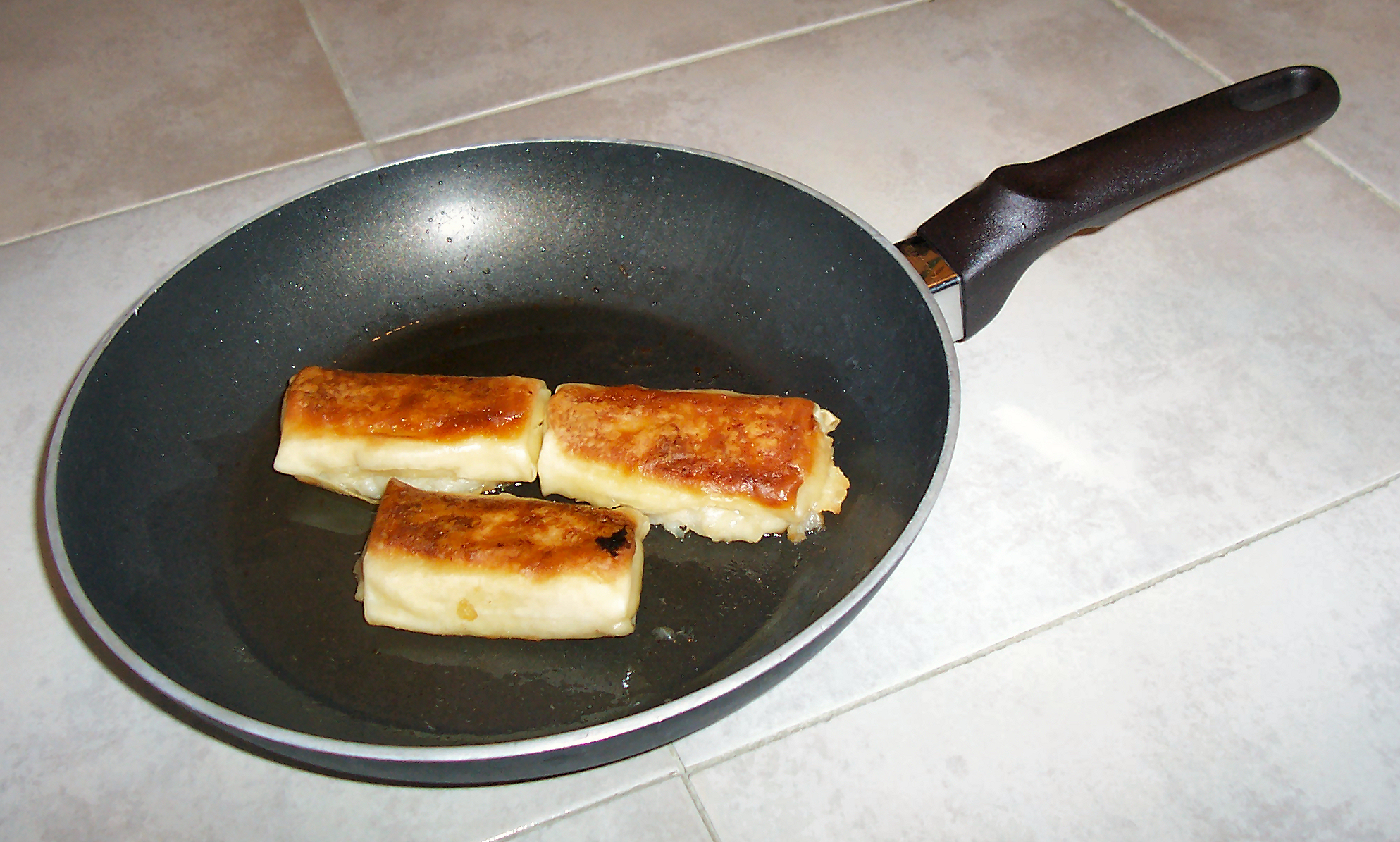
冷凍ブリンツはフライにして食べることもある。

## 語源
元来はスラブ人の食べ物であり、語根ブリン blinは「すりつぶす」という意味の古いスラブ語ムリン mlin、またはウクライナ語ムリネチ млинець mlyneć に由来する（となると、ゲルマン語 Müller, mill(er) （cf.チェコ語 mlynář, ラテン語 molinarius 「水車小屋の人夫」） などと語根が同じ事になる）
ブリンは、ウクライナ語ブリンツィ（指小形）、イデッシュ語ブリンツェ בלינצע blintse を通して、blintzという表記で英語に導入された。